# Port lotniczy Bosset
Port lotniczy Bosset (IATA: BOT) – port lotniczy położony w Bosset, w Prowincji Zachodniej, w Papui-Nowej Gwinei.